# گورمرغ پاصورتی
گورمرغ پاصورتی (نام علمی: Acrobatornis fonsecai)، گونه‌ای از پرندگان از خانواده تنورمرغان (Furnariidae) است که بومی جنگل‌های اقیانوس اطلس واقع در جنوب شرقی برزیل است و در مزارع محلی کاکائو رشد می‌کند. از سال ۲۰۰۰، گورمرغ پاصورتی به عنوان یک گونه آسیب‌پذیر ثبت شده‌است. جمعیت برآوردشدهٔ گورمرغ پاصورتی بین ۲۵۰۰ تا ۹۹۹۹ فرد است که در طبیعت باقی مانده‌اند. زیستگاه اصلی آن مزارع کاکائو است. این تنها عضو از سردهٔ Acrobatornis است.